# Saurer BLDP4
Saurer BLDP4, to autobus miejski, produkowany przez Państwowe Zakłady Inżynierii na licencji firmy Adolphe Saurer S.A. Prędkość maksymalna z pełnym obciążeniem wynosiła 59 km/h. Zużycie oleju napędowego wahało się na poziomie 26-28 l na 100 km. Nadwozie autobusowe produkcji PZI wyróżniało się charakterystyczną, otwartą platformą znajdującą się z tyłu pojazdu. Wsiadaniem i wysiadaniem pasażerów kierował konduktor. Jego miejsce znajdowało się na tej właśnie platformie.